# A Teixeira
A Teixeira – gmina w Hiszpanii, w prowincji Ourense, w Galicji, o powierzchni 27,64 km². W 2011 roku gmina liczyła 415 mieszkańców.